# NGC 3934
NGC 3934 (другие обозначения — UGC 6841, MCG 3-30-123, ZWG 97.171, IRAS11496+1707, PRC C-38, PGC 37170) — спиральная галактика (Sb) в созвездии Лев.
Этот объект входит в число перечисленных в оригинальной редакции «Нового общего каталога».
Ранее предполагалось, что галактика имеет полярное кольцо, однако позднейшие исследования не выявили этой структуры. Входит в бедную группу галактик, ассоциированных с NGC 3933.